# 이토 하야타
이토 하야타(일본어: 伊藤 隼太, 1989년 5월 8일 ~ )는 일본의 프로 야구 선수이며, 현재 센트럴 리그인 한신 타이거스의 소속 선수(외야수)이다.

## 인물

### 프로 입단 전
초등학교 1학년 때부터 야구를 시작해 투수 또는 유격수로서 활약했고 중학교 시절부터 외야수를 맡았다. 주쿄 대학부속 주쿄 고등학교에 진학한 후에는 1학년 가을부터 주전 선수로 정착했고 2학년 가을부터 4번 타자를 맡았다. 3학년 여름에는 아이치 현 대회(전국 고등학교 야구 선수권 아이치 대회) 예선 결승에서 아이치 공업대학부속 메이덴 고등학교에게 져서 고시엔 대회 출전에는 한 발 미치지 못했다. 고교 통산 29홈런.
게이오기주쿠 대학 환경정보학부(쇼난 후지사와 캠퍼스)에 진학한 후 1학년 봄부터 리그전에 출전했다. 2학년 봄에 규정 타석 부족에도 불구하고 타율 3할 4푼 5리를 기록해 주전 선수로 활약했다. 가을에는 4번 타자로 발탁돼 리그 5위에 해당하는 타율 3할 2푼 6리를 기록했다. 3학년 봄에는 리그 1위인 12타점을 기록하여 팀이 11시즌 만에 리그 우승 달성에 기여했다. 와세다 대학과의 1차전에서는 사이토 유키한테서 3루타를 때려냈고, 2차전에서는 후쿠이 유야로부터 홈런을 기록했다.
여름에는 제5회 세계 대학 야구 선수권 대회의 일본 대표팀 선수로 발탁돼 모든 경기에서 4번 타자로 뛰는 등 3개의 홈런을 때려냈다. 4학년 때부터 주장을 맡아 춘계 대회에서 타율 4할 5리, 4홈런, 17타점이라는 우수한 성적을 거두면서 팀의 우승에 기여했다. 2011년 프로 야구 드래프트 회의에서는 한신 타이거스로부터 1순위 지명을 받았고 11월 22일에 계약금 1억 엔 플러스 성과급 지급 5,000만 엔, 연봉 1,500만 엔으로 계약을 맺었다. 등번호는 51번이 되었다.

### 프로 입단 후

#### 2012년
춘계 스프링 캠프는 1군에서 맞이했고 2월 12일 홋카이도 닛폰햄 파이터스와의 연습 경기에서 닛폰햄의 나카무라 마사루로부터 실전 첫 타석에서 첫 안타를 기록했고 다섯 번째 타석에는 미야모토 겐으로부터 우익수 앞에 떨어지는 적시타를 때려내는 등 이 경기에서 5타수 2안타 1타점의 성적으로 맹활약했다. 그러나 시범 경기에서는 16경기에서 홈런없이 타율 1할 5푼 4리, 1타점으로 부진에 시달렸다. 그 후 시즌 개막을 앞두고 미일 친선 경기인 오클랜드 애슬레틱스전에서 2안타를 기록하는 등 서서히 컨디션을 되찾았다는 등의 이유로 시즌 개막을 1군에서 맞이했다. 그리고 신인 외야수로서는 모치즈키 미쓰루 이래 40년 만에 개막전 선발 멤버가 되었다. 그러나 2경기에 출전하여 5타수 무안타와 삼진 3개를 당하는 등 뚜렷한 활약은 없었고 개막전 대전 3연전 후인 4월 2일에 부상에서 복귀한 맷 머턴과 교체되어 2군으로 내려갔다.
2군에서도 한때는 타율이 1할 대에 침체될 정도로 프로 투수의 대응에 고심하였다. 7월에 들어서면서 타격이 호조가 되었다고 판단돼 7월 15일에는 1군에 복귀했다. 7월 17일 요미우리 자이언츠전에서는 7번·중견수로 선발 출전, 5회말에 프로 아홉번째 타석에서 첫 안타를 우익수 앞에 때려냈다. 9월 27일 도쿄 야쿠르트 스왈로스전에서는 5회초의 2사 만루 상황에서 마쓰이 고스케로부터 우측 담장을 넘기는 홈런을 때려내 첫 홈런과 첫 타점을 기록했다. 한신의 신인 선수가 첫 홈런을 만루 홈런으로 기록한 것은 일본 프로 야구가 창설된 1936년에 이가우에 료헤이가 기록한 이래 역사상 두 번째이다.

#### 2013년
2월 26일 교세라 돔에서 열린 월드 베이스볼 클래식 일본 대표팀과의 강화 시합에서 한신의 9번·좌익수로서 선발 출전했다. 5회말의 두 번째 타석에서는 와쿠이 히데아키(일본 대표·사이타마 세이부 라이온스)로부터 결승점이 되는 선제 적시타를 날렸다. 그러나 6회초 수비에서 사카모토 하야토(일본 대표·요미우리 자이언츠 내야수)의 좌익수 뜬공을 쫓아 후퇴하던 중에 유격 수비를 지키고 있던 우에모토 히로키와 교착, 이토는 사카모토의 타구를 잡았지만 왼쪽 턱 부분을 부딪쳤다.
시범 경기에서는 타격면에서 호조를 유지하여 2년 연속으로 개막을 1군에서 맞이했지만 선발 투수진의 등록을 우선시하는 관계로 4월 3일에 일단 등록이 말소되었다. 같은 달 26일에 다가미 겐이치와 교체되는 형식으로 1군에 재등록을 했고 개막 이후부터 주전 우익수로서 출전하고 있던 후쿠도메 고스케의 부상으로 전력 이탈을 계기로 ‘8번·우익수’로서 주로 우완 투수가 선발로 등판하는 경기에서 선발로 기용되었다. 24세 생일에 해당하는 5월 8일에는 도쿄 돔에서 열린 요미우리전에서 8회초에 사와무라 히로카즈로부터 0대 0의 균형을 깨트리는 2점 홈런을 날렸다(이 경기는 연장 12회말에 한신이 승리). 그러나 같은 달 후반 이후에는 공격과 수비에 뛰어난 활약이 없었다는 이유로 1군에 정착하지 못했다.

## 플레이 스타일
날카로운 스윙 스피드와 장타력을 더해 멀리던지기 110m의 강한 어깨에 50m달리기 6초대, 1루 도달 4초대의 빠른 발을 갖추고 있다. 고교 시절에는 ‘주력이 있는 교타의 외야수’라는 평가가 있었지만 대학 진학 후에 장타력을 발달시켰다. 프로의 스카우트로부터는 “다카하시 요시노부의 스타일에 가까워 기술의 높이가 비거리를 낳는 스타일의 타자”라고 평가되어 대학 시절 감독이던 에토 쇼조에게서는 히로시마 도요 카프로부터 한신 타이거스에 이적했던 당초의 가네모토 도모아키에 비유되었다.
타석에서의 집중력이 뛰어나 ‘매번 타석에 무심한 것’을 이상으로 하고 있다. 특히 “완전히 집중하고 있었다. 독특한 분위기 속에서 냉정하게 투수의 구종을 알아차릴 수 있었다”라고 말해 대학 3학년 때 추계 리그전 우승 결정전과 같은 타석을 이상으로 두고 있다.
과제는 외야 수비에 있어 타구의 판단인데 월드 베이스볼 클래식 일본 대표팀과의 강화 시합에서 얕은 플라이를 뒤쫓아 우에모토와 충돌했던 것 외에 1군의 공식전에서 수비에 오르는 기회가 늘어남에 따라 실책으로 기록되지 않을 정도의 실수(파울 플라이를 처리하려다 공을 떨어뜨리는 것과 외야 펜스 때에 플라이의 포구 실수 등)가 눈에 띄었다. 24세의 생일 홈런을 때려낸 도쿄 돔에서의 요미우리전에서도 홈런을 때려낸 후인 9회말에 두 차례의 실수(기록은 파울과 사카모토의 3루타)로 동점에 따라잡힌 것부터 경기 종료 후에는 “(자신의 수비가)매우 서툴렀다. 저런 것(우익 수비에서의 실수)을 해버리면 경기에 나갈 찬스가 없어진다”라고 자책하는 심경을 토로했다.

## 에피소드
취미는 독서이며 특기는 암기이다. 고교 시절에는 평정 평균 4.8을 남기는 등 학업에서도 우수한 성적을 거두기도 했다.

## 상세 정보

### 출신 학교
- 주쿄 대학부속 주쿄 고등학교
- 게이오기주쿠 대학

### 선수 경력
- 한신 타이거스(2012년 ~ )

### 개인 기록
- 첫 출장·첫선발 출장 : 2012년 3월 30일, 대 요코하마 DeNA 베이스타스 1차전(교세라 돔 오사카), 8번·우익수로 선발 출장
- 첫 타석 : 상동, 2회말에 다카사키 겐타로로부터 헛스윙 삼진
- 첫 안타 : 2012년 7월 17일, 대 요미우리 자이언츠 14차전(한신 고시엔 구장), 5회말에 디키 곤잘레스로부터 우전 안타
- 첫 홈런·첫 타점 : 2012년 9월 27일, 대 도쿄 야쿠르트 스왈로스 22차전(메이지 진구 야구장), 5회초에 마쓰이 고스케로부터 우월 만루 홈런

### 등번호
- 51(2012년 ~ )

### 연도별 타격 성적
| 연 도      | 소 속      | 경 기 | 타 석 | 타 수 | 득 점 | 안 타 | 2 루 타 | 3 루 타 | 홈 런 | 루 타 | 타 점 | 도 루 | 도 루 자 | 희 생 번 | 희 생 플 | 볼 넷 | 고 4 | 사 구 | 삼 진 | 병 살 타 | 타 율 | 출 루 율 | 장 타 율 | O P S |
| ---------- | ---------- | ----- | ----- | ----- | ----- | ----- | ------- | ------- | ----- | ----- | ----- | ----- | -------- | -------- | -------- | ----- | ---- | ----- | ----- | -------- | ----- | -------- | -------- | ----- |
| 2012년     | 한신       | 22    | 56    | 54    | 2     | 8     | 1       | 0       | 1     | 12    | 5     | 0     | 1        | 0        | 0        | 2     | 0    | 0     | 18    | 0        | .148  | .179     | .222     | .401  |
| 통산 : 1년 | 통산 : 1년 | 22    | 56    | 54    | 2     | 8     | 1       | 0       | 1     | 12    | 5     | 0     | 1        | 0        | 0        | 2     | 0    | 0     | 18    | 0        | .148  | .179     | .222     | .401  |

- 2012년 기준.

### 연도별 수비 성적
| 연도 | 외야 | 외야 | 외야 | 외야 | 외야 | 외야   |
| 연도 | 경기 | 척살 | 보살 | 실책 | 병살 | 수비율 |
| ---- | ---- | ---- | ---- | ---- | ---- | ------ |
| 2012 | 17   | 24   | 0    | 0    | 0    | 1.000  |
| 통산 | 17   | 24   | 0    | 0    | 0    | 1.000  |

- 2012년 기준.